# Казе ди Ричо (Фрозиноне)
Казе ди Ричо је насеље у Италији у округу Фрозиноне, региону Лацио.
Према процени из 2011. у насељу је живело 75 становника. Насеље се налази на надморској висини од 520 м.